# Асумпта Серна
Асумпта Родес Серна (шп. Assumpta Rodés Serna) је шпанска глумица, рођена 16. септембра 1957. године као Марија Асунсион Родес Серна, у Барселони. Једна од њених већих улога јесте улога љубавнице кардинала Родрига Боргије, будућег папе Александра VI, у историјској драми Боргија Тома Фонтане.